# RUN/ラン
『RUN/ラン』（Run）は、2020年に配信されたアメリカ合衆国のスリラー映画。監督はアニーシュ・チャガンティ、出演はサラ・ポールソンとキーラ・アレンなど。車いすでの生活を送る少女が、自分を献身的に世話する母に対して疑念を抱いたことから母娘が対立していくさまを描いている。なお、アレンは本作が映画初出演である。

## ストーリー
ワシントン州パスコ。ダイアン・シャーマンは一人娘のクロエの面倒を熱心に見ていた。低体重児で出生したこともあって、クロエは複数の病気（糖尿病、不整脈、鉄過剰症など）を抱えており、足の麻痺のために車椅子での生活を余儀なくされていた。そんな状況下でも、クロエはワシントン大学への進学を目指して必死に勉学に励んでいたが、ダイアンは「娘の好きにさせてやりたい」と言っている。
そんなある日、クロエはスーパーの紙袋に入っているクスリが母の名前で処方されていることを知った。クロエは腑に落ちず、クロエはこのトリゴクシンというクスリについてネットで調べようとしたが、ネットとつながらない。ますます不審に思ったクロエは適当に電話をかけ、出た相手にトリゴクシンについて調べてもらった。親切な人の協力の結果、クロエはトリゴクシンが心臓病の治療薬であり、赤色のカプセル薬だと知った。しかし、ダイアンが飲ませるのは緑色のカプセル薬だった。
ここに至り、クロエは「ママは自分に何かを隠している」と確信し、緑色のカプセル薬が何か突き止めるべく薬局へと向かったが、そこで明らかになったのは恐ろしい真実であった。

## キャスト
- ダイアン・シャーマン: サラ・ポールソン
- クロエ・シャーマン: キーラ・アレン（英語版）
- トム: パット・ヒーリー
- カミー看護師: セーラ・ソーン

## 製作
2018年6月7日、ライオンズゲートがアニーシュ・チャガンティ監督の新作映画に出資し、その配給も手がけることになったと報じられた。10月11日、サラ・ポールソンの起用が発表された。31日、本作の主要撮影が始まった。12月6日、キーラ・アレンがキャスト入りした。2019年4月10日、トリン・バロウデイルが本作で使用される楽曲を手がけるとの報道があった。2020年11月20日、ライオンズゲート・レコーズが本作のサウンドトラックを発売した。

## 公開・マーケティング
本作は2020年1月24日に全米公開される予定だったが、後に公開日は同年5月8日に延期された。ところが、3月中旬に新型コロナウイルスの流行が拡大し、全米中の映画館が休業に追い込まれるという事態が発生したため、ライオンズゲートは本作を公開スケジュールから引き上げた。8月、ライオンズゲートは劇場公開を断念し、Huluに本作の全米配信権を売却した。10月23日、本作のオフィシャル・トレイラーが公開された。11月20日、Huluが本作の配信をアメリカでスタートさせたところ、配信初週末の視聴者数が同サービスの最高記録を更新した。アメリカ以外の一部の国・地域では、2021年4月2日にNetflixが配信する。日本ではキノフィルムズが配給し、2021年6月18日より全国劇場公開された。

## 評価
本作は批評家から高く評価されている。映画批評集積サイトのRotten Tomatoesには111件のレビューがあり、批評家支持率は90%、平均点は10点満点で7.2点となっている。サイト側による批評家の見解の要約は「緊張感の加減の巧みさと見事な演技のお陰で、『RUN/ラン』はスリラー映画が陥りがちな失敗を回避し、上々の出来映えに仕上がっている。」となっている。また、Metacriticには20件のレビューがあり、加重平均値は67/100となっている。